# Leonard Szymański (generał)
Leonard Szymański (ur. 31 października?/13 listopada 1901 w Bielowie, gubernia tulska, zm. 27 maja 1976 w Moskwie) – generał brygady ludowego Wojska Polskiego, inżynier.

## Życiorys
Do 1919 skończył 7 klas szkoły realnej i później kurs nauczycielski. Był pracownikiem kolei, w latach 1920–1923 odbywał służbę w Armii Czerwonej. W następnych latach jako mieszkaniec Moskwy pracował w przemyśle chemicznym i jednocześnie studiował w Instytucie Chemii, który ukończył w 1932. Następnie w 1934 został absolwentem Wojskowej Akademii Obrony Przeciwchemicznej i został żołnierzem zawodowym. Od 1926 należał do WKP(b). 8 lipca 1938 został przeniesiony do rezerwy w stopniu inżyniera wojskowego III rangi (odpowiednik stopnia majora), później pracował w Instytucie „Gumaprojekt” w Moskwie. Był inżynierem technologiem, szefem wydziału technologicznego i później głównym inżynierem projektantem. 23 września 1941 ponownie powołano go do armii. Był słuchaczem Akademii Obrony Przeciwlotniczej im. Woroszyłowa w Moskwie, po ukończeniu kursu w marcu 1942 został wykładowcą chemii wojskowej w szkole oficerskiej w Moskwie, a 11 marca 1943 wykładowcą taktyki w Centrum Wyszkolenia Wojsk Technicznych w Moskwie.
19 maja 1944 w stopniu majora został skierowany do służby w ludowym Wojsku Polskim, tam awansował w listopadzie 1944 do stopnia podpułkownika i 9 marca 1946 na pułkownika.
Pełnił służbę głównie w szkolnictwie wojskowym, m.in. jako kierownik kursów, ostatnie stanowiska tam to wykładowca zagadnień obrony przeciwchemicznej w Centrum Wyszkolenia Piechoty w Rembertowie i w Oficerskiej Szkole Wojsk Chemicznych.
16 sierpnia 1956 uchwałą Rady Ministrów ZSRR mianowany generałem majorem. W marcu 1957 powrócił do ZSRR, zamieszkał ponownie w Moskwie, gdzie dalej pracował i zmarł.

## Odznaczenia
- Order Sztandaru Pracy II klasy (1956)
- Krzyż Oficerski Orderu Odrodzenia Polski (1954)
- Krzyż Kawalerski Orderu Odrodzenia Polski (1945)
- Złoty Krzyż Zasługi (1947)
- Srebrny Krzyż Zasługi (dwukrotnie w 1946)
- Srebrny Medal „Siły Zbrojne w Służbie Ojczyzny” (1954)
- Medal „Za zasługi bojowe” (ZSRR)
- Medal „Za zwycięstwo nad Niemcami w Wielkiej Wojnie Ojczyźnianej 1941–1945” (ZSRR)